# ほるぷ出版
株式会社ほるぷ出版（ほるぷしゅっぱん）は、東京都千代田区に本社を置く日本の出版社。主に国内作家の絵本や海外絵本の翻訳出版を行っている。そのほか学校や図書館向けに学習資料などの出版も行っている。
かつては出版取次大手の日本出版販売のグループ企業であったが、2012年8月以降はソフトウェア基盤技術事業を中心とするアプリックスIPホールディングス（現・アプリックス）の傘下を経て、2017年3月31日より、同業の静山社と同じく静山社ホールディングスが親会社となっている。

## 会社概要
児童書の出版を主な事業とする出版社。2011年までに2度の倒産をしており、現存する「ほるぷ出版」は登記上3代目にあたる。社名の「ほるぷ」は「家庭の図書室づくり」を意味する「Home Library Promotion」の頭文字を取ったものとなっている。
2011年9月に役員人事の大幅な入れ替えがあり、当時のフレックスコミックス株式会社代表取締役社長であった平井清隆が社長を兼任する事となった。同年11月には本社事務所がフレックスコミックスと同住所へ移転。更に、2012年2月1日からはフレックスコミックスが発行する漫画単行本の発売元がほるぷ出版となる。また、2012年8月にフレックスコミックスがガイアホールディングス（現・アプリックス）株式会社の子会社となった際には、これまでの連携関係があったために同時に同社の子会社となっている。その後2014年1月1日付けで新社長としてスタジオ・ハードデラックス株式会社代表取締役の高橋信幸が社長を兼任し、前社長の平井清隆は退任している。
このように日本出版販売株式会社傘下を離れた後は相次いで漫画系に関わりの深い人物が社長に就任するなど以前とは状況が変わっているが、アプリックスIPホールディングス傘下となってからも日本放送協会（NHK）が運営するウェブサイトにて連載された児童・少年少女向けオンライン小説の順次書籍化を発表するなど、依然として児童書の出版が中核事業となっている。
なお児童書訪問販売の有限会社全国ほるぷなどといった現存する多数の「ほるぷ」を社名に持つ訪問販売・出版会社は、ほるぷ出版（初代）の倒産を機に当時の親会社であった株式会社ほるぷとほるぷ出版（初代）の元社員が独立・起業したもので、現在のほるぷ出版（3代目）とは資本上の関係はない。

## 沿革

### 親会社・初代
- 1964年6月 - 中森蒔人が義兄から引き継いだ書店[注 5]の経営規模を拡大するため、書籍売掛販売の株式会社図書月販を設立（後に株式会社ほるぷに商号変更し、百科辞典・児童書の訪問販売が中心となる）。
- 1969年 - 日本出版販売株式会社（日販）から図書月販に役員を派遣開始。
- 1969年 - ほるぷによって、株式会社ほるぷ出版（初代）が東京都千代田区麹町3-2に設立される。初代代表取締役に荒井正大が就任。
- 1973年 - ほるぷと同所の新宿区新宿2-19-13へと移転。
- 1982年 - 中森蒔人（ほるぷ代表取締役）が代表取締役就任。
- 1985年 - ほるぷの株式の過半数を日本出版販売とその関係者が所有し、以降日販の支配下に入る。
- 1986年 - ほるぷの経営難からリストラが行なわれ、全社員が退社する。同時に代表取締役も交代した。
- 1986年 - 文京区富士見へ移転。
- 1999年12月28日 - ほるぷ・ほるぷ出版（初代）が自己破産。児童書出版事業を株式会社ほるぷ出版（2代目）に譲渡。

### 2代目
- 1999年 - 有志の出版社29社の出資を受け、株式会社ほるぷ出版（2代目）設立[10]。
- 2003年2月 - 日本出版販売の傘下に入り、正式に日販グループへと参加する。
- 2006年11月 -「復刊ドットコム」を運営する株式会社ブッキングが、ほるぷ出版の一事業部となり書籍のオンデマンド印刷を開始（ブッキング事業）。
- 2009年4月1日 - ブッキング事業を、ほるぷ出版から再独立したブッキングに譲渡[11]。
- 2010年 - 児童書出版事業を、ほるぷ出版（3代目）に譲渡[10]。
  - 4月1日 - 株式会社HMB企画に商号変更。
- 2011年10月4日 - 特別清算手続を申し立て、倒産[10]。

### 3代目
- 2010年4月1日 -  株式会社ほるぷ出版（3代目）設立[6]。
- 2011年7月21日 - この日を以って日本出版販売がほるぷ出版の全株式を売却したため、日販グループを離れる[12]。
  - 8月29日 - この日に開催された臨時株主総会及び取締役会にて、当時フレックスコミックス株式会社代表取締役社長であった平井清隆が社長を兼任する人事が承認[2]。
  - 11月28日 - 本社事務所がフレックスコミックスと同住所へ移転[3]。
- 2012年2月1日 - フレックスコミックス発行書籍の発売元として、漫画単行本レーベル〈Flex Comix〉の出版を開始[4]。
  - 8月9日 - 当時ゲーム関連会社・株式会社ジー・モードなどを傘下に持っていた持株会社・ガイアホールディングス（現・アプリックスIPホールディングス）株式会社が、投資会社・ACA株式会社の投資ファンド・MCPシナジー1号投資事業有限責任組合より株式を取得する事で、ほるぷ出版の100%子会社化を発表[5][6]。即日株式取得が実施され、ガイアホールディングスグループに参加する[13]。取締役会長にガイアホールディングス代表取締役社長の郡山龍が就任[14]。
  - 11月12日 - フレックスコミックス発行書籍の発売元として、漫画単行本レーベル〈メテオCOMICS〉の出版を開始[15]。
- 2013年10月15日 - フレックスコミックス発行書籍の発売元として、漫画単行本レーベル〈ポラリスCOMICS〉の出版を開始[16]。
- 2014年1月1日 - 高橋信幸（スタジオ・ハードデラックス株式会社代表取締役）が社長に就任[7]。
- 2016年10月3日 - アプリックスIPパブリッシング、フレックスコミックス、ほるぷ出版の共同株式移転により、中間持株会社アプリックス出版ホールディングス株式会社を設立[17]。
- 2017年2月23日 - アプリックスIPホールディングスの取締役会でほるぷ出版の株式譲渡を議決、同年3月31日付でフェニックス・ホールディングスへ発行済み全株式を譲渡すると発表[18]。

## 主な出版物
シリーズ書籍
- 名著複刻全集シリーズ（製作：ほるぷ出版 刊行：日本近代文学館）
- 世界の名画
- さんすうだいすき（遠山啓・2017年現在日本図書センターより復刻版を刊行）
- 日本の歴史（家永三郎監修）
- おんがくぐーん（林光監修）
- ほるぷノンフィクション絵本
- 日本児童文学大系 全30巻
- 日本の詩・世界の詩
- 世界伝記大事典 全17巻（マグロウヒル社提携、京都大学人文科学研究所監修）
- 世界の教科書＝歴史シリーズ　全28巻
- 日本の原爆文学（「核戦争の危機を訴える文学者の声明」署名者 世話人グループ監修）
- 写真記録　日本の侵略：中国 朝鮮
- アフリカ難民　悲しみの大地から（伊藤正孝）
- 写真記録　被爆者（森下一徹・写真）
- 日本の24時間（R.スモーラン／D.コーエン編）
- 科学者からの手紙 全9巻
- ほるぷ幼年文庫
- 「赤い鳥」複刻版（製作：ほるぷ出版 刊行：日本近代文学館）
- 日本の文学（市古貞次／小田切進編）
- ポップアップ絵本
- 絵巻平家物語（木下順二・文 瀬川康男・絵）
- いわさきちひろ全集 全11巻
- 名著複刻日本児童文学館
- 初版本複刻　竹久夢二全集 全57冊
- 小林多喜二文学館 全18巻（蔵原惟人／手塚英孝／小田切進　編）
- 三原色の絵の具箱（松本キミ子／堀江晴美共著）
- 聖書物語 全2巻
- 数学マイウエイ 全8巻
- 数学の広場（遠山啓）
- ほるぷ現代Books 全11冊
- 学習資料集（全国民主主義教育研究会編）
- ほるぷ平和漫画シリーズ
- 英国情報局秘密組織チェラブ（作：ロバート・マカモア／訳：大澤晶）
- パーシー・ジャクソンとオリンポスの神々（作：リック・リオーダン／訳：金原瑞人・小林みき）
- クレメンタイン シリーズ（作：サラ・ペニーパッカー／絵：マーラ・フレイジー／訳：前沢明枝）
- 声にだすことばえほん シリーズ（文：齋藤孝）
- ちいさなハムスターのロラ シリーズ（文：カール・ノラック／絵：クロード・K・デュボワ／訳：河野万里子）
- なかよしおばけ4人組 シリーズ（作：ジャック・デュケノワ／訳：大澤晶）
- ねこのダヤン シリーズ（作：池田あきこ）

海外作家書籍
- エロール・ル・カインの絵本（ケイト・グリーナウェイ賞受賞作家）
- ジョン・バーニンガムの絵本（ケイト・グリーナウェイ賞、エミール/クルト・マッシュラー賞受賞作家）
- バーバラ・クーニーの絵本（コルデコット賞受賞作家）

雑誌
- QUIZ JAPAN（発行：セブンデイズウォー）

玩具
- 小倉百人一首 復刻版 光琳かるた (田村将軍堂との共同製作)